# Shenyang J-11
 (août 2012).
Si vous disposez d'ouvrages ou d'articles de référence ou si vous connaissez des sites web de qualité traitant du thème abordé ici, merci de compléter l'article en donnant les références utiles à sa vérifiabilité et en les liant à la section « Notes et références ».
Le Shenyang J-11,, (JianJi-11; 歼-11; Flanker B+) Ying Long est un intercepteur de quatrième génération de la république populaire de Chine. C'est la version sous licence du chasseur russe Soukhoï Su-27SK construite par l'avionneur chinois Shenyang dont le premier vol a eu lieu en 1998.

## Historique

### Accord de licence de fabrication, décembre 1996
Comme mentionné sur la page du Su-27 (pas encore fait), le second contrat signé en mai 1995 comprenait déjà un accord concernant la production locale de Flanker à une date ultérieure. Il semble que le nombre de « Flanker » à construire était encore en discussion à ce moment-là et les chiffres mentionnés variaient entre 150 et 300, 200 étant le chiffre le plus souvent cité. Le contrat a finalement été signé le 6 décembre 1996 et prévoyait l'autorisation pour la Shenyang Aircraft Corporation (SAC) de fabriquer 200 chasseurs monoplaces Su-27SK.
Ces chasseurs devaient être assemblés à partir de kits préfabriqués fournis par KnAAPO et d'autres sociétés russes. Parmi celles-ci figuraient le motoriste Lyulka (aujourd'hui NPO Lyulka/Saturn) pour le turboréacteur AL-31F, ainsi que d'autres entreprises fournissant l'avionique et l'armement importés de Russie. Selon les rapports, tous les chasseurs J-11, comme les Su-27SK fabriqués sous licence devaient être nommés, ont dû être assemblés initialement à partir de ces kits, mais au cours du processus de fabrication, le contenu local a été augmenté jusqu'à un maximum de 70 pour cent de pièces fabriquées localement. Toutefois, l'avion devait toujours contenir un minimum de 30 % de pièces russes.
Officiellement, outre le nombre de monoplaces, on n'en sait pas grand-chose de l'accord et des raisons des différends ultérieurs. Ce que l'on sait, c'est qu'il existait une clause stricte de non-exportation. Le coût de la licence s'élèverait à 2,5 milliards de dollars, dont 600 millions pour les kits d'avions, la documentation technique et la formation et 1,9 milliard pour le contrat lui-même, ainsi que l'avionique, les moteurs et les armes. D'autres sources affirment que le contrat s'élevait au total à 2,7 milliards de dollars et que la Russie a approuvé la licence de fabrication du Su-27SK en février 1997. Une licence pour les AL-31F n'ayant pas été accordée, tous les moteurs ont dû être achetés en Russie.
C'est ici que le mystère commence, car les rapports disponibles varient considérablement. Par exemple, selon les premiers rapports, y compris ceux d'IHS Janes et de certains sites web chinois, le contrat initial spécifiait la variante améliorée du Su-27SMK (le M signifiant moderni- zeeroannyy; modernisé). Cependant, à la fin, tous les J-11 étaient une variante de base Su-27SK avec des améliorations mineures en fonction du lot de production. C'est certainement la raison pour laquelle certaines sources chinoises continuent de désigner tous les J-11 comme des Su-27SMK construits sous licence. On ne sait pas si la Chine a finalement acquis l'option d'une mise à jour ultérieure au niveau SMK, comme l'a suggéré la rumeur. Quoi qu'il en soit, cette option semble avoir été rejetée au profit du J-11B.
Cependant, l'accord aurait inclus un paragraphe exigeant que le bureau Soukhoï soit informé de tout changement dans les spécifications ou de toute amélioration, y compris pour les nouveaux avions et les avions existants. Il s'agit de l'une des parties les plus critiques du contrat et d'un motif de controverse ultérieur. Il a également été noté que si la SAC n'atteignait pas les chiffres de production, la PLAAF pourrait exercer une option pour que la Russie construise un nombre équivalent de Su-27. D'autre part et c'est une autre raison de la controverse ultérieure, le besoin initial de la PLAAF était de 200 Su-27, mais selon certains rapports, « ce nombre pourrait augmenter si les autorités russes fournissaient des avions supplémentaires en guise de paiement pour des dettes impayées à l'égard de la Chine ».
Un autre avantage considérable pour la Chine est le fait que le contrat comprenait la mise en place d'installations de maintenance pour la série « Flanker », ainsi que pour les moteurs. Auparavant, tous les avions et les moteurs devaient être renvoyés en Russie, à KnAAPO ou IAPO, pour y être révisés.
Cette situation a suscité de nombreuses critiques, mais il semble qu'il ne s'agissait que d'un problème provisoire. À l'origine, la situation n'était pas due à la réticence de la Russie à autoriser la maintenance locale, mais au fait que la Chine ne disposait pas des installations appropriées pour effectuer des travaux aussi exigeants et sophistiqués. Après tout, les travaux de maintenance des Su-27 ont été effectués selon des normes de qualité bien plus élevées que pour les anciens appareils de la PLAAF. Bien que souvent critiqué, ce système de maintenance précoce n'ait pas posé de problème, car les usines Sukhoi concernées, IAPO et KnAAPO, sont situées dans l'Extrême-Orient russe, ce qui signifie qu'elles sont plus proches de la Chine que de Moscou. Pour assurer le contrôle de la qualité, plus de cent ingénieurs et techniciens russes ont été affectés de KnAAPO à l'usine de Shenyang Aircraft Corporation à Shenyang/Beiling, où se trouve l'usine no 112 de la SAC, ainsi qu'à la base d'usine et de maintenance no 5705 et à l'institut de conception aéronautique de Shenyang, mieux connu sous le nom d'institut no 601.
Selon des rapports locaux, les deux premiers Su-27SK assemblés localement - numéros de construction 0001 et 0002 - ont effectué leurs premiers vols en décembre 1998. Curieusement, il n'existe pas de données plus concrètes sur cet événement important. Certaines informations semblent même contradictoires à première vue. Le site chinois Wikipedia, par exemple, mentionne que « le 1er septembre 1998, le premier lot de Su-27SK a été testé avec succès par le personnel russe ». Un peu plus loin, on peut lire que le 16 décembre 1998, « le Su-27SK assemblé par la Shenyang Aircraft Corporation a été testé avec succès par Fu Guoxiang, pilote d'essai en chef de la 1re brigade de vol d'essai ». Peut-être que ces premiers « Flanker » construits en Chine ont effectivement été testés pour la première fois par des Russes et que seul le « premier vol » chinois qui a suivi a été enregistré comme la date « officielle » du premier vol[Interprétation personnelle ?]. Toutefois, plusieurs sources indiquent que, les avions n'ayant pas été assemblés, selon les normes russes, ils ont dû être partiellement démontés après leurs premiers vols et retravaillés. Certains supposent que cette situation est due à la nécessité de réaliser les premiers vols avant la fin de l'année 1998.
D'autres sources mentionnent qu'en raison des difficultés rencontrées pour atteindre la qualité de production souhaitée, il a fallu au moins deux ans avant que la production n'atteigne le niveau et le rythme prévus. Cela concernait apparemment la majeure partie du bloc de production initial du lot 00. La raison pourrait en être que l'usine SAC avait du mal à faire face à la technologie avancée et aux méthodes de gestion industrielle nécessaires à la production d'un chasseur de quatrième génération à la pointe de la technologie". En ce qui concerne ces deux premiers avions du lot 00, ils ont tous deux été livrés au 6e régiment aérien sous les numéros 49 et 50. Toujours, selon Wikipedia, cette livraison a eu lieu en septembre 1999.
Indépendamment des problèmes initiaux, la production sous licence a suivi une courbe d'apprentissage abrupte, de sorte qu'à la fin de 2002, la production était de haute qualité et incorporait une certaine quantité de pièces de cellule fabriquées localement. En 2005, IHS Janes a rapporté que « même si les premiers J-11 co-produits se sont avérés inadéquats au point de nécessiter une reconstruction assistée par la Russie », les lots ultérieurs de J-11A étaient bien meilleurs, les responsables de Sukhoi déclarant « que la finition de la production des J-11A par la SAC dépassait celle des Su-27 de Sukhoi ». Parallèlement à l'augmentation du nombre de « Flankers » sortant des chaînes de production de la SAC, la quantité de pièces fabriquées localement a également augmenté. Selon certaines informations, l'utilisation de pièces fabriquées localement devait commencer après l'assemblage des 60 premiers J-11. Vers 2002-2003, le contenu local était de l'ordre de 60 à 70 % et il semble que la Russie ne s'y soit pas opposée puisqu'elle a autorisé KnAAPO a réduire le contenu des kits. Toutefois, la fabrication des moteurs AL-31F était toujours exclue. De même, aucun équipement ECM interne n'a été inclus dans la première commande, ni aucun pod ECM, tandis que leur charge de missiles était initialement limitée aux R-73E, R-27R/T et R-27ER/ET.
En ce qui concerne le nombre de J-11 construits, il existe des différences entre les sources. Étant donné que seuls les deux premiers lots de production - le lot 00 et le premier lot de série 01 - répondaient à cette norme, au moins une quarantaine de J-11 originaux - ou de véritables clones de Su-27SK - pourraient avoir été construits. Vers 2001, le J-11 original a été remplacé sur la chaîne de production par le J-11A, légèrement amélioré.
Extérieurement identiques aux Su-27SK d'origine fournis par la Russie, les appareils du lot 01 ont brièvement porté un pare-brise avant teinté en jaune, grâce à une couche antireflet appliquée localement. Après avoir été remplacés lors de l'entretien et de la révision, ils ne diffèrent plus.

### Problèmes juridiques
Parmi les discussions les plus controversées dans les cercles de l'aviation militaire moderne figure la question de la légalité du J-11, compte tenu de son statut de copie du Su-27SK. Ce sujet préoccupe depuis longtemps les groupes et forums de médias sociaux ainsi que divers analystes aérospatiaux. Bien entendu, la question devient encore plus complexe si l'on inclut les modèles ultérieurs du « Flanker » chinois et leurs variantes.
En fait, il ne devrait pas y avoir grand-chose à discuter. Sur la base de ce que l'on sait des contrats, chaque « Flanker » chinois à partir du J-11B est une copie illégale ou un développement ultérieur illégal. À première vue, du moins.
Selon les contrats initiaux, la Chine avait le droit de construire 200 J-11 dans le cadre d'un accord de licence de fabrication assez strict. Il s'agissait d'une copie exacte du Su-27SK, ni plus ni moins.
Pourtant, il s'agit d'un sujet de controverse permanent. Le plus souvent, l'une des parties tente de justifier et de réfuter ses affirmations, l'autre attribue des responsabilités et une troisième tente de trouver des explications raisonnables à ce qui s'est passé. Ce sous-chapitre tente de faire la lumière sur la question en analysant les rapports les plus pertinents sur cet épisode.
Il est clair qu'il existe différentes interprétations des faits à l'Ouest et à l'Est et en Chine en particulier. Malheureusement, la plupart des rapports publiés se soucient moins de rapporter les faits et servent plutôt un autre objectif : présenter l'histoire du « flanker » chinois comme la preuve d'un « comportement chinois typique ». Par conséquent, ils sont souvent fortement influencés par des considérations politiques.
En Occident notamment, la plupart de ces rapports considèrent tout produit chinois comme un clone volé ou copié illégalement. L'implication est qu'il est le plus souvent construit sans une compréhension totale de l'article original. Par conséquent, il n'est pas seulement de qualité inférieure, mais il est souvent considéré comme carrément inutile.
De tels rapports - en particulier pour les produits chinois les plus récents tels que les J-10, J-20, JL-10 et Y-20 - manquent de la nuance nécessaire. C'est un fait que la Chine fait de l'espionnage, qu'elle a une « relation spéciale » avec les propriétés intellectuelles et qu'elle se contente donc de copier les technologies et les modèles. Cependant, la plupart des rapports ignorent que, dans le même temps, la Chine a signé plusieurs contrats de coopération avec différents instituts et usines de conception russes, pour l'aider dans certains travaux de développement. Les transports Y-9 et Y-20A, l'hélicoptère d'attaque Z-10 et l'avion d'entraînement JL-10 en sont des exemples. Le plus souvent, ils sont mis dans le même sac que toutes les versions chinoises du « Flanker » en tant que « copies illégales ».
Par ailleurs, tout autre projet aérospatial présentant la moindre similitude avec un autre est considéré comme une copie. Et ce, quelles que soient les autres différences et sans tenir compte du fait que plusieurs produits occidentaux conçus pour des rôles similaires présentent également certaines similitudes.
Enfin, ces rapports n'abordent même pas l'ampleur des différences entre les versions chinoises du « Flanker ». Elles sont ainsi devenues uniques et, dans certains domaines, même meilleures que les originaux. Une excuse notable est souvent avancée par les observateurs chinois : La Chine a payé un prix trop élevé pour une conception déjà dépassée et avait le droit de progresser seule (comme pour les familles J-6 et J-7).
En ce qui concerne l'histoire du « Flanker » et mis à part la déclaration faite au début, tout n'est pas aussi noir et blanc que certains voudraient le dépeindre.
Les J-11 et J-11A originaux ne sont manifestement pas des copies illégales. Ils ont tous été construits conformément au contrat et sont donc légaux.
Le J-11B, en revanche, est une autre histoire. La plupart des analystes s'accordent à dire qu'à partir du moment où la SAC a décidé d'ajouter un radar, des moteurs et des armes chinoises, l'avion doit être considéré comme illégal. Il en va de même lorsque la SAC a produit un J-11B de plus que les 200 chasseurs spécifiés dans le contrat. Ceci est encore plus valable pour le J-11BS biplace puisque l'accord de licence n'a jamais inclus la version d'entraînement, ainsi que pour le J-15 à capacité porteuse et le J-16 multirôle. Par conséquent, il n'y a pas lieu de débattre. Il s'agit de copies et de développements illégaux puisque la Russie n'a pas - du moins pas officiellement - donné son accord. Mais en même temps, la situation est moins simple que ce que certains voudraient nous faire croire.
Cela nous amène à la partie la plus intéressante de cette histoire. Si la Russie considérait réellement que la production de nouveaux « Flankers » constituait une rupture de contrat et que les J-11BS, J-15 et J-16 étaient des développements illégaux dépassant le cadre de la licence, pourquoi n'y a-t-il pas eu davantage de protestations politiques ? Pourquoi n'y a-t-il pas eu de sanctions ? Pourquoi y a-t-il eu par la suite d'autres contrats pour d'autres produits russes, y compris des moteurs et enfin le contrat Su-35 ? Il n'est pas exagéré de se demander s'il n'y a pas eu des accords plus larges ou des contrats supplémentaires entre Moscou et Pékin. Il y a peut-être eu un accord tacite, en vertu duquel la Russie - sachant parfaitement qu'elle ne pouvait guère arrêter la production et le développement chinois - a été dédommagée d'une autre manière. Il se peut que la Chine n'ait eu qu'à respecter l'obligation de non-exportation. Il est possible que la Russie ait continué à s'intéresser activement aux « Flankers » chinois, mais sans que le public n'en sache rien.
Tant que l'intégralité du contrat restera secrète, ce mystère perdurera. Cela n'exclut pas que les « Flankers » chinois soient des clones illégaux, mais il est important de rappeler que les relations sino-russes ont surtout impliqué que les deux pays agissent en fonction de leurs propres intérêts.
Par exemple, plusieurs aspects de la coopération sino-russe en général sont rarement abordés. Certains d'entre eux ont été révélés dans un podcast par un analyste chinois, Zhang Juen. L'analyste décrit la coopération comme suit :
« D'après mon expérience et celle de mes prédécesseurs, de l'Union soviétique à la Russie, cette dernière n'a jamais été un collaborateur international adéquat. Dans nos relations avec eux, ils ont souvent fait preuve d'un égoïsme non dissimulé, d'un grave manque de respect pour les contrats, d'un chauvinisme de grande puissance bien ancré et d'un mépris et d'un dédain profonds à notre égard, autant d'éléments qui ont nui à l'avancement et à la conclusion fructueuse de la collaboration. Si l'on regarde l'histoire et le présent, il n'y a pas beaucoup de cas de coopération technologique et industrielle fructueuse entre la Russie et la Chine et nous devrions être lucides à ce sujet. »
Ce problème semble persister, comme en témoignent les récents retards du projet sino-russe d'avion de ligne CR929. Ici, en particulier, il semble y avoir un fossé. Selon la conception chinoise, telle que décrite dans le même podcast, « un projet d'aviation commerciale ne peut être véritablement couronné de succès que s'il est commercialement couronné de succès », ce qui permet de conserver des liens avec les industries occidentales de l'aviation commerciale. En revanche, « la Russie veut orienter le projet dans une direction qui n'est pas propice au succès commercial ».
Plusieurs déclarations de la presse russe sont également intéressantes à cet égard et directement liées aux « Flankers » chinois. Par exemple, lors du salon aéronautique de Farnborough en 2009, Alexander Fomin, alors directeur adjoint du service fédéral russe pour la coopération militaro-technique, a déclaré que la Russie n'avait pas demandé à la Chine de « copier » des équipements militaires et que la Chine disposait de licences pour fabriquer l'avion et ses composants, y compris d'un accord sur la production de droits de propriété intellectuelle (PI). Peu après, cet accord de propriété intellectuelle apparemment non divulgué a alimenté les spéculations sur des contrats ou des clauses secrètes inconnues dans le contrat initial. Toutefois, rien de plus n'a été révélé au public.
Interrogé sur la question de savoir si la Chine a développé un chasseur qui, selon elle, dépasse les capacités du Su-33 russe, M. Fomin a déclaré :
« Je ne peux ni le confirmer, ni le nier [...] En ce qui concerne le Su-33, la Russie n'a pas livré de tels avions à la Chine. Si nos partenaires chinois en possèdent, ils n'ont pas été reçus de sources russes. »
M. Fomin a ajouté que :
« la Russie n'a pas posé de questions à la Chine jusqu'à présent. Nous avons conclu un accord sur la protection des droits de propriété intellectuelle. Si nous découvrons des violations de droits d'auteur, nous les traiterons dans le cadre de l'accord »
D'autre part, des responsables tels que le directeur général de Rosoboronexport, Anatoli Isaykin, ont indiqué lors du Salon international de l'aviation et de l'espace (MAKS) en Russie en 2009 que :
« La Russie prend des mesures pour lutter contre la contrefaçon sur le marché mondial de l'armement et, en particulier, mène des procédures concernant la copie d'avions Su-27 par la Chine »
Il a ajouté :
« Le fait que la partie chinoise ait copié extérieurement le Su-27 est ce que la partie russe a dit. C'est peut-être un fait. Il s'agit d'une propriété d'une technique aussi complexe - lorsque l'apparence peut-être une et l'intérieur - une autre. Nous devrons attendre de nombreux mois, voire des années, pour savoir s'il s'agit d'une copie exacte [du Su-27] - l'intérieur peut être différent. »
De même, Mikhail Aslanovich Pogosyan, ancien directeur général de Sukhoï et de United Aircraft Corporation (UAC) et actuel directeur de l'Institut d'aviation de Moscou, considère toujours que certaines questions restent sans réponse. En 2010, Rosobo ronexport a déclaré qu'elle était en pourparlers avec la Chine au sujet de la production continue d'armes russes sans licence. Au vu des enquêtes en cours, l'entreprise s'est inquiétée des futures ventes de systèmes et de composants russes avancés à la Chine. Cependant, rien n'a changé ou du moins aucune autre mesure n'a été prise; au contraire, les relations se sont encore approfondies.

## Variantes

### J-11
Version originelle.

### J-11A
Version équipée d'un radar et d'instruments de bord améliorés, notamment avec l'adoption d'une planche de bord tout écran. Le radar du J-11 – N001V – est remplacé par le N001VE doté de processeurs Baguet série BCVM-486-6, apte à engager simultanément deux des dix cibles suivies des missiles air-air à guidage radar semi-actif. L'appareil reçoit aussi pour la première fois un viseur tête haute chinois. Le poste de pilotage comprend un EFIS conçus par China Aviation Industry Corporation, qui remplace la plupart des indicateurs analogiques originaux du Su-27SK constitués de quatre écrans multifonctions couleur. Lors d'exercices contre des Saab JAS 39 Gripen thaïlandais en novembre 2015, il est rapporté que le radar NIIP N001 a une portée de détection de 120 km et ne peut tirer qu'un seul Vympel RVV-AE à la fois à une portée de 50 km. Il s'est révélé supérieur au JAS 39 équipé de missiles courte portée Sidewinder AIM-9L grâce à une meilleure motorisation. Sur une période de deux jours, les pilotes de la PLAAF ont abattu 25 Gripens en perdant un seul Su-27. Mais en combat au-delà de la portée visuelle, l'avion suédois a abattu 41 J-11 sur une période de quatre jours avec une perte de neuf JAS-39. Les J-11 ont enregistré une victoire à plus de 19 milles et aucune à plus de 31 milles contre 10 a cette distance pour les JAS 39.

### J-11B
Un chasseur multirôle indigène utilisant une cellule de type Flanker et une technologie de pointe chinoise pour l'avionique, les armes, la réduction de la surface équivalente radar, les systèmes de détecteurs de départ de missile, la veille infrarouge et les matériaux composites qui permettent d'alléger la masse de la cellule de 700 kg.

### J-11BS/BSH - Variante d'entraîneur indigène
Parallèlement au chasseur monoplace J-11B, la SAC est parvenue à faire de la rétro-ingénierie du Su-27UBK biplace et à le mettre au même niveau que le J-11B.
Cela est quelque peu surprenant, étant donné que l'accord de licence initial n'incluait pas (du moins officiellement) la variante d'entraînement. À l'instar du J-10AS, les biplaces indigènes n'ont pas été désignés comme JJ-11 (désignant un avion d'entraînement, ou Jianjiji Jiaolianji, comme le JJ-7 avant lui), mais comme des biplaces entièrement aptes au combat : le J-11BS (K/JJ11BS) et le J-11BSH naval, la lettre « S » signifiant « Shuangzuo » ou biplace.
Contrairement au J-11B, les biplaces ont introduit une autre caractéristique avancée importante, en ajoutant pour la première fois un système de commandes de vol électriques numériques. Ce système a remplacé le système de commande de vol analogique utilisé par le J-11B. L'une des raisons du développement du J-11BS était le nombre encore limité de biplaces originaux Su-27UBK disponibles. Le J-11BS offrait donc un biplace plus moderne pour compléter le J-11B monoplace et, très probablement, une plate-forme qui pourrait être développée pour devenir une variante multirôle à capacité de frappe équivalente au Su-30MKK - ce qui est finalement devenu le J-16.
Le J-11BS est souvent décrit comme une étape évolutive combinant la « forme » extérieure du Su-27UBK, y compris les queues plus hautes, avec la cellule et l'avionique structurellement affinées du J-11B monoplace. Le seul élément réellement nouveau est le système de commande de vol numérique mentionné plus haut. Le premier prototype aurait volé pour la première fois à la fin de l'année 2007 et a reçu par la suite le numéro de série SAC/CFTE 531. Il présentait toutes les modifications liées au J-11B, y compris un cockpit en verre (également pour le siège arrière), des moteurs WS-10A, des pylônes de bout d'aile compatibles PL-8 et l'avionique la plus récente, notamment le radar type 1493.
Un deuxième prototype, portant le numéro 532 (et non 522, comme cela est souvent affirmé) est apparu en 2009, mais il se serait écrasé la même année à Xi'an-Yanliang, apparemment en raison de problèmes de fiabilité du nouveau système de commande de vol. Le nombre total de prototypes n'est pas connu.
En plus d'être une nouvelle étape réussie dans le développement d'une famille indigène de « Sino Flanker », le J-11BS a encore détérioré les relations déjà tendues avec le concepteur original. Le projet a suscité le mécontentement de plusieurs responsables russes, car la Chine n'a jamais reçu officiellement l'autorisation de Sukhoi de construire le biplace. En fait, la Chine a fait de la rétro-ingénierie, a développé et construit l'avion sans contrat ni compensation. Les responsables russes ont exprimé à plusieurs reprises leur crainte que la Chine ne copie également le Su-33 à capacité de transport et ne produise des versions améliorées, telles qu'un véritable type d'avion multirôle.

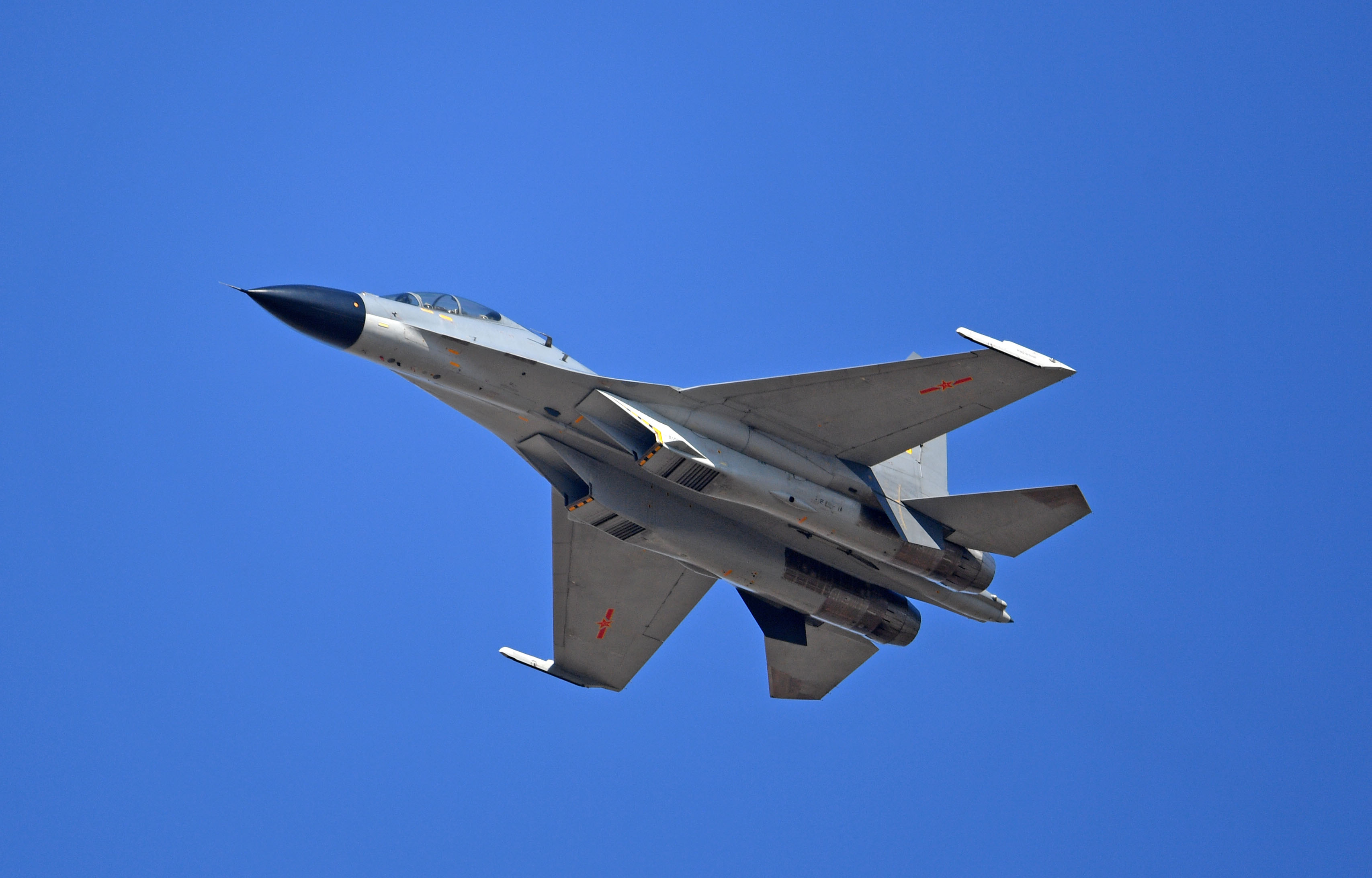
J-11BS, reconnaissable, car il est en tandem, de son radôme noir et par son camouflage gris, ce qui le distingue du J-11BSH qui lui possède un camouflage blanc.

Ils ont eu raison sur tous les fronts : le premier J-15 a volé en août 2009 et le J-16 multirôle a suivi à la fin de l'année 2011. Indépendamment de la mésaventure et des problèmes juridiques mentionnés plus haut, le J-11BS a été certifié en mai 2010. De nombreux Occidentaux s'attendaient à ce que le J-11BS soit utilisé comme chasseur-bombardier, mais cela s'est avéré inexact : une version dédiée à la frappe est apparue pour la première fois avec le J-16. Sur le plan opérationnel, le J-11BS n'est pas seulement affecté aux unités J-11B, mais a également remplacé ou complété certains des anciens Su-27UBK au sein des unités J-11A.
En ce qui concerne les dernières mises à jour de la série J-11B, on a constaté au début de l'année 2022 que les premiers J-11B du lot 01 avaient finalement été remotorisés avec le WS-10A. Tous les J-11B/ BS et leurs sous-variantes utilisent désormais exclusivement le moteur chinois. Depuis juin 2016, certains avions auraient été mis à niveau avec un système de liaison de données indigène, similaire au Link 16,,,.

### J-11BH et J-11BSH - Variantes navales

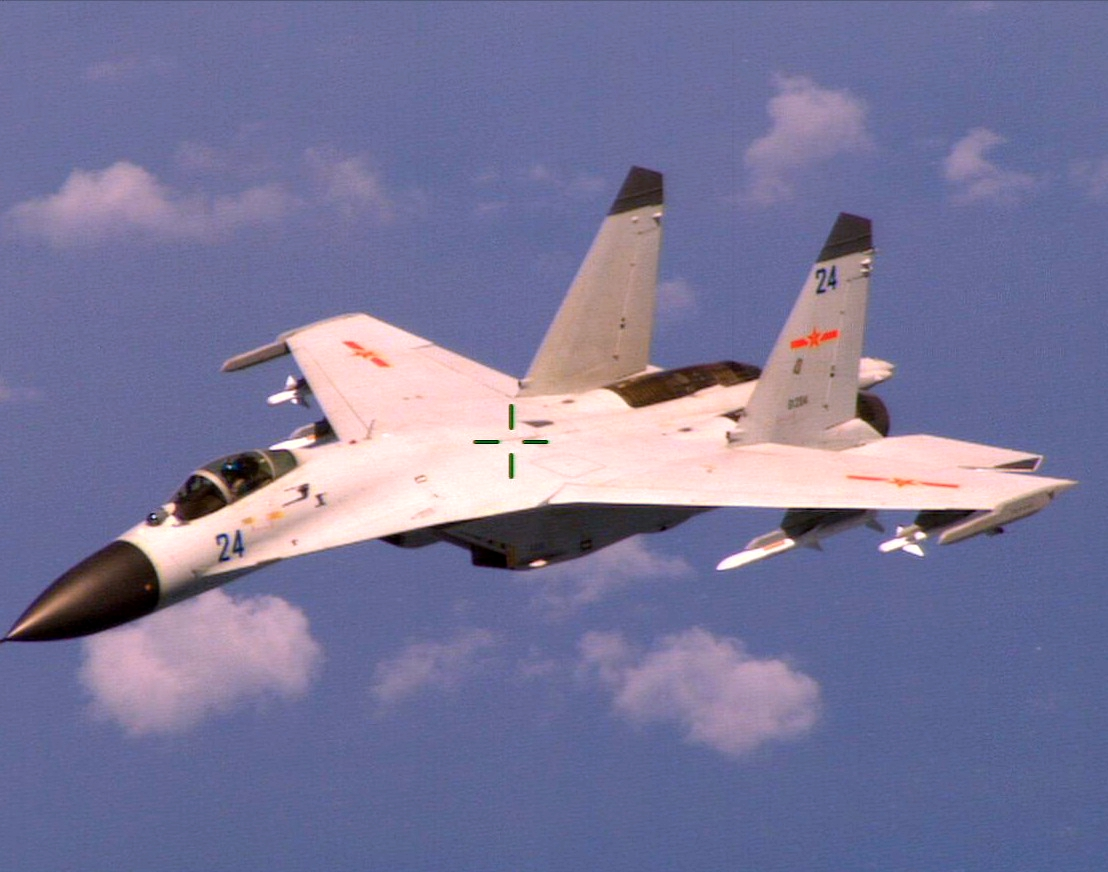
Un J-11BH numéro 81284 "bleu 24" de la 8e Brigade de l'Aéronautique Navale volant à proximité d'un Boeing P-8A Poseidon de l'US Navy

Le J-11BH est une variante biplace du J-11B, similaire au J-10AH de la PLANAF. Cette version a été remarquée pour la première fois au début du mois de mai 2010 lorsque plusieurs sites web militaires ont publié des images montrant plusieurs nouveaux J-11B et J-11BS monoplaces et biplaces dans un schéma gris très clair correspondant aux chasseurs Su-30MK2 de la PLANAF. Non seulement le schéma de couleurs était similaire, mais les avions portaient également des codes individuels à deux chiffres bleu foncé bien visibles sur l'avant du fuselage et sur la queue.
On a donc supposé qu'ils étaient destinés à la branche de l'aéronautique navale. En effet, ils ont été livrés à trois régiments d'aviation navale entre 2010 et 2014 sous les désignations J-11BH et J-11BSH. La lettre « H » signifie Hai, c'est-à-dire naval. Plusieurs médias ont affirmé que ces appareils différaient des chasseurs de la PLAAF grâce à des traitements anti-corrosion supplémentaires et à d'autres modifications pour les opérations au-dessus de l'eau. Toutefois, comme il s'agit en fait de J-11B des lots 03 et 05, il est fort probable qu'ils soient identiques. Les affirmations selon lesquelles les J-11BH et J-11BSH sont capables d'utiliser le missile antinavire YJ-83K (ASHM) semblent également erronées. Il s'agit au mieux d'une hypothèse; jusqu'à présent, aucun « Flanker » naval construit par la Chine, autre que le J-15, n'a jamais été vu transportant un missile air-sol (ASM).
Il convient de noter que les trois régiments - ou aujourd'hui brigades - sont affectés au secteur de la mer de Chine méridionale, face aux îles contestées ainsi qu'aux Philippines et au Viêt Nam et que depuis 2016, ils sont régulièrement déployés plus au sud sur des bases opérationnelles avancées situées sur les îles artificielles de la mer de Chine méridionale,,.

### J-11BG et J-11BHG (Flanker L/L2)
ça arrive

### J-11C
Il semble étrange qu'après la séquence habituelle des J-11, J-11A et J-11B, aucun J-11C n'ait été développé. C'est d'autant plus surprenant que la dernière variante du J-11 est devenue le J-11D. L'une des explications est qu'une variante J-11C était effectivement envisagée, mais qu'elle n'a pas progressé. Une explication plus probable est que le J-11C était la désignation originale de la variante J-15.

### J-11D
ça arrive

### J-15
Version embarquée basée sur la cellule T-10K-3, le prototype du Soukhoï Su-33 achetés à l'Ukraine en 2001. C'est un chasseur indigène utilisant des technologies chinoises, ainsi que l'avionique du programme J-11B.

## Caractéristiques techniques

### Moteurs
| Modèle                               | AL-31F,            | WS-10A,            |
| ------------------------------------ | ------------------ | ------------------ |
| Longeur                              | 4.94 m             | 4,95 m             |
| Diamètre (max)                       | 1.28 m             | 1,16 m             |
| Masse à vide                         | 1,530 kg           | 1,704 kg           |
| Poussée (sèche)                      | 74,5 - 76,2 kN     | 86,37 - 89,17 kN   |
| Poussée (chaude)                     | 122,58 - 122,60 kN | 132 - 135,39 kN    |
| Taux de pression global              | 23                 | 25                 |
| Débit d'air                          | 112 kg/s           | 120 kg/s           |
| Taux de dérivation                   | 0,571              | 0,54               |
| Consommation de carburant (sèche)    | 0,70 kg/N h        | 0,72 kg/N h        |
| Consommation de carburant (chaude)   | 2,00 kg/daN-h      | 2,02 - 2,18 kg/N-h |
| Température à l'entrée de la turbine | 1,392 - 1,685°C    | 1,423°C            |
| Ratio poussée/poids (chaude)         | 7,87 - 8,22:1      | 7,9 - 8,1:1        |

### Armement et équipement

#### Missile air-air

##### Fox 1 - Missile àguidage radar semi-actif
R-27T/R1/ER1/ET1
PL-10

##### Fox 2 - Missile àguidage infrarouge
PL-8A/B
R-73/74E

##### Fox 3 - Missile àguidage radar actif
PL-12
R-77E - Jamais utilisé

#### Missile air-sol
YJ-XX - nouvelle génération de missile antiradar. En novembre 2020, des images vidéo ont été diffusées, montrant pour la première fois un missile de nouvelle génération par un J-11BS de la PLAAF.

##### Nacelles

###### Roquettes
S-8
S-13
S-25

###### Contremesures Électroniques (ECM) et guerre électronique (EW)
KL700A
KZ900
KG800
L203IE Gardenia-1FUE

## Unités

### Force aérienne de l'armée populaire de libération

#### 4ᵉ  Brigade Aérienne
La 4ᵉ Brigade Aérienne était le 27ᵉ Régiment Aérien de la 9ᵉ Division et volait sur des J-8DH et J-8DF. En 2017, elle a été convertie en 4ᵉ Brigade. Dans le même temps, elle a reçu des J-11A des lots 03 et 04 immatriculées 61x5x. La brigade est actuellement basée à la base aérienne de Foshan, elle est subordonnée au commandement du théâtre sud,.

#### 19ᵉ  Brigade Aérienne
La 4ᵉ Brigade Aérienne était le 19ᵉ Régiment Aérien de la 7ᵉ Division et volait sur des J-7. En 2008 la division à reçu des J-11A du lot 04, avec l'immatriculation 10x8x. Ils ont ensuite remplacés les J-11A par des J-11B du lot 05 en 2016. Ils reçurent l'immatriculation 63x0x, cependant, leurs numéros de série sont le plus souvent effacés.
La meilleure façon d'identifier cette unité est de voir les bandes de formation rouges caractéristiques qui traversent le fuselage avant, le long du fuselage principal et des pylônes de bout-d'aile.
En 2021, cette unité a reçu des chasseurs J-11BG modifiés.
La brigade est actuellement basée à la base aérienne de Zhangjiakou, elle est subordonnée au commandement du théâtre centre,.

#### Anciens utilisateurs

##### 1ᵉʳ  Brigade Aérienne
Le 1ᵉʳ Régiment Aérien opérait sur J-11 lot 00, immatriculé 10x2x. Mi-2017 le régiment est transformé en brigade, toujours basée à la base aérienne de Anshan, elle est subordonnée au commandement du théâtre nord. La brigade obtient de nouveaux chasseurs avec des J-11B du lot 01 et J-11BS, la brigade change aussi d'immatriculation passant de 10x2x au 61x2x. La brigade a obtenu des J-11B du lot 07 supplémentaire au cours de l'année 2018, quelques-uns ont été mis à niveau vers le standard J-11BG à la fin de l'année 2019. À la fin de 2021, il a été révélé qu'au moins quelques-uns de ses J-11B du lot 01 avaient reçu de nouveaux moteurs WS-10B en remplacement des AL-31F. En février 2020, la 1ᵉʳ Brigade passe sur les nouveaux chasseurs J-20A,.

##### 6ᵉ  Brigade Aérienne
La 6ᵉ Brigade Aérienne était le 6ᵉ Régiment Aérien de la 2ᵉ Division, elle est la deuxième unité à avoir reçu les Su-27SK en 1995. Quelques années plus tard, la brigade a reçu le premier lot – le lot 00 – de J-11, les appareils étaient immatriculés 11x3x. Le 6ᵉ Régiment a participé à plusieurs exercices internationaux avec la Turquie, le Pakistan ou la Thaïlande. La 6ᵉ brigade aérienne a utilisé des Su-27SK et quelques J-11 du lot 00 jusqu'en août 2017, immatriculé 61x7x, date à laquelle elle s'est vue assigner les premiers Su-35, qui sont arrivés en décembre 2016. Su-35 complétés en 2017-2018 par des Su-30MKK utilisés comme avions d'entraînement. Les dernières informations suggèrent que l'unité a commencé à recevoir des J-16 en août 2022. Elle est actuellement toujours basée à la base aérienne de Suixi, elle est subordonnée au commandement du théâtre sud,.

##### 16ᵉ  Brigade Aérienne
La 16ᵉ Brigade Aérienne était le 16ᵉ Régiment Aérien de la 6ᵉ Division. Elle volait sur J-8EI, avant d'être rééquipée en 2002 avec des J-11 du lot 01, immatriculés 10x7x. La brigade utilise un mélange de J-11 du lot 01 ainsi que d'anciens Su-27SK et des J-11A des lots 02 et 03. Les appareils portent une tête de lion jaune, connue sous le nom de « Mighty Lion » ou « Montain Lion », comme insigne de l'unité sur la queue et sous le cockpit. Selon plusieurs rapports, la 16ᵉ Brigade Aérienne est devenue une unité J-10C en mars 2021 et a remis ses chasseurs J-11A à la 18ᵉ brigade aérienne à Lintao. Elle est actuellement toujours basé à la base aérienne de Yinchuan, elle est subordonnée au commandement du théâtre occidental,.

### Force aéronavale de l'armée populaire de libération

#### 8ᵉ Brigade Aéronavale
La 8ᵉ Division Aéronavale a longtemps géré deux régiments subordonnés, à savoir les 22ᵉ et 24ᵉ Régiments de l'aéronavale. Le 22ᵉ Régiment pilotait des J-6, dont le rare J-6III, et le 24ᵉ Régiment des J-7BH et plus tard des J-7EH. Depuis les années 2010, il est devenu l'une des principales divisions de chasseurs de la marine.
Le 22ᵉ Régiment a été le premier à introduire le lot 03 des J-11BH et J-11BSH,immatriculé 81x8x, en 2014. Pendant longtemps, ils ont été basés à Haikou-Da Yin, mais tous deux ont ensuite été transférés à Jialaishi, sur l'île d'Hainan. Lingao, près de Jialaishi, a également souvent été mentionné comme base. La situation actuelle n'est pas confirmée - certains rapports suggèrent que les deux régiments ont perdu leurs anciens numéros et ont été réorganisés avec des parties de l'ancien 23ᵉ Régiment Aérien de la 9ᵉ Division Aéronavale pour former une grande 8ᵉ Brigade Aéronavale. D'autres rapportent qu'il y avait deux ou même trois brigades. Enfin, certaines sources, dont Scramble.nl, indiquent que les deux régiments sont toujours actifs.
Depuis 2016, cependant, l'unité s'est déployée à plusieurs reprises sur des bases artificielles situées dans les îles contestées de la mer de Chine méridionale, à savoir Meiji Jiao (récif Mischief), Yonghsu Dao (récif Fiery Cross), Yongxing Dao/Xisha (Île de Yongxing/Sansha) et Zhubi Dao (récif Subi).

## Accidents
| Date       | Modèle | Numéro d'identification | Numéro de série du fabricant | Code militaire | Opérateur                                                                                       | Lieu du crash | Victimes | Description |
| ---------- | ------ | ----------------------- | ---------------------------- | -------------- | ----------------------------------------------------------------------------------------------- | ------------- | -------- | --- |
| 14/04/2016 | J-11BH | 83x8x                   |                              |                | 24e Régiment Naval, 8e Division Aéronavale, Force aéronavale de l'armée populaire de libération |               | 1/1      | Pendant un entrainement en vol, l'appareil s'écrase, tuant le pilote Liu Dalin qui s'était engagé en septembre 1992. il était commandant adjoint de l'unité 91545,. |
| 07/11/2017 | J-11B  | 72x2x                   |                              |                | 111e Brigade Aérienne, Force aérienne de l'armée populaire de libération                        |               | 1/1      | Pendant un entrainement en vol, l'appareil s'écrase, tuant le pilote Huang Peng âgé de 30 ans, chef de la 111e Brigade.                                             |

## Culture populaire

### Films
- J-11A visible dans 歼十出击 (appelé à l'international Sky Fighters ou Lock Destination)
- J-11A visible dans 目標戰 (Target Locked)

### Jeux vidéos
- Le J-11 fut ajouté dans la mise à jour "Air Superiority" du 14 décembre 2023 et le J-11A fut ajouté dans la mise à jour "Seek & Destroy" du 19 juin 2024, tous deux sont jouables dans War Thunder.

## Avions de rôle comparable
- Soukhoï Su-27
- Soukhoï Su-30
- Eurofighter Typhoon
- Dassault Rafale
- F-15E Strike Eagle